# Хитяева, Юлиана Денисовна
Юлиа́на Дени́совна Хитя́ева (24 октября 2007 года, Саратов) — российская дартсменка. Семикратная чемпионка России, победитель и призёр всероссийских и международных турниров. Мастер спорта России (2023).
Самая успешная юниорка в истории российского дартса.

## Биография
Первые победы пришли к Хитяевой в ноябре 2018 года — тогда она выиграла первенство России по дартсу в дисциплине «набор очков». На тот момент девочка училась в пятом классе.
В 2020 году представляла сборную Волгоградской области. В её составе становилась чемпионкой Южного федерального округа среди женщин и победителем юниорских соревнований.
Самые большие достижения связаны со сборной Свердловской области, за которую Хитяева играет с 2021 года. В её составе она стала трёхкратной чемпионкой России в командном разряде. Вместе с ней золотые медали брали Елена Шульгина, Наталья Александрова, Екатерина Черкасова, Александра Земцова (2021, 2023) и Марина Лапина (2022). Также Хитяева трижды выигрывала чемпионат России в парном разряде — дважды с Черкасовой (2022, 2023) и один раз с Викторией Дьяченко (2021).
Живёт в Саратове. Несмотря на взрослые достижения, включена только в юниорский состав сборной России.

## Достижения

### Личные
- Бронзовый призёр чемпионата России (2022)[11]

### Парные
- Чемпионка России (2021, 2022, 2023)

### Командные
- Чемпионка России (2021, 2022, 2023,2024)